# Серков, Филипп Николаевич
Фили́пп Никола́евич Серко́в (9 октября 1908, Форпост — 1 августа 2011, Киев) — советский и украинский физиолог, доктор биологических наук, профессор, академик НАН Украины. Заслуженный деятель науки УССР, лауреат Государственных премий УССР и Украины в области науки и техники, премий имени И. М. Сеченова АН СССР и А. А. Богомольца АН УССР.

## Биография
Филипп Николаевич родился в крестьянской семье. С 1926 по 1931 год он учился в Смоленском мединституте. С 1932 года был принят в аспирантуру при кафедре физиологии животных и человека Казанского университета и успешно окончил её в 1935 году. Во время Великой Отечественной войны участвовал в боевых действиях как военврач, был захвачен в плен и находился в оккупации вплоть до освобождения, после чего работал врачом во фронтовом госпитале.
В 1953 года по 1966 год работал заведующим кафедрой нормальной физиологии, одновременно находясь на должности декана лечебного факультета и проректора Одесского медицинского института. С 1966 года работал в Институте физиологии им. А. А. Богомольца.
В 2008 году улица Владимира Ульянова в Святошинском районе города Киева была переименована в улицу Академика Серкова.

## Награды
- орден князя Ярослава Мудрого V степени (27.11.2008) — за выдающиеся личные заслуги в развитии отечественной науки, укрепление научно-технического потенциала Украинского государства и по случаю 90-летия Национальной академии наук Украины[3]
- орден «За заслуги» III степени (11.09.1998) — за добросовестную работу, весомые достижения в профессиональной деятельности[4]
- 2 ордена Трудового Красного Знамени (13.05.1981; 20.08.1986)
- орден «Знак Почёта»
- медали

## Публикации
Автор более 250 работ, среди них:
- Филипп Николаевич Серков. Биологи: биографический справочник. — К: Наукова думка, 1984. — 813 с.
- Филипп Николаевич Серков. Развитие зоологических и гидробиологических исследований, морской биологии, физиологии и биохимии животных и человека, генетики животных, криобиологии, радиобиологии, молекулярной биологии и вирусологии за годы Советской власти. — К: Наук. думка, 1985. — 445 с.
- Филипп Николаевич Серков. Корковое торможение. — К: Наук. думка, 1986. — 246 с.
- Филипп Николаевич Серков, Валерий Николаевич Казаков. Нейрофизиология таламуса. — К.: Наук. думка, 1980. — 260 с.
- Филипп Николаевич Серков. Даниил Семенович Воронцов. — К.: Наук. думка, 1986. — 125 с.